# Oekefan
Oekefan is een bestuurslaag in het regentschap Timor Tengah Selatan van de provincie Oost-Nusa Tenggara, Indonesië. Oekefan telt 3503 inwoners (volkstelling 2010).